# Seria Paschena
Seria Paschena – seria widm powstająca w wyniku emisji fotonów przez elektron w atomie
wodoru przechodzący z wyższego orbitalu na orbital 3 (seria M).
Serię jako pierwszy zaobserwował Niemiec Friedrich Paschen w 1908.
Długości fal tej serii to od 820,4 nm do 1875,1 nm.
Znajdują się one wszystkie w podczerwieni.
Pozostałe serie widmowe w atomie wodoru według orbitalu docelowego:
1. seria Lymana
2. seria Balmera
3. seria Paschena
4. seria Bracketta
5. seria Pfunda
6. seria Humphreysa